# Besättelserna i Loudun
Besättelserna i Loudun var en häxprocess som ägde rum i Loudun i Frankrike 1634. Processen hade sitt ursprung i en flera år lång påstådd besatthet hos nunnorna i ett ursulinerkloster. Den katolske prästen Urbain Grandier anklagades för att ha orsakat nunnornas demoniska besatthet genom trolldom. Han dömdes slutligen och avrättades genom att brännas levande på bål.

## I litteratur, vetenskap, film och musik
På uppmaning av en överordnad priorinna i grannstaden Poitiers skrev klostermodern i Loudun syster Jeanne des Anges ner sina minnen av dessa händelser åren efter père eller fader Grandiers avrättning. Dessa minnen publicerades två sekler senare år 1886 som en "självbiografi av en besatt hysterika". Till utgåvan fogades kommentarer av läkarna Gilles de la Tourette och Gabriel Legué vilka studerade hysteri för Jean-Martin Charcot i Paris. 
Den förste att skönlitterärt skildra händelserna i Loudun var den tyske författaren Willibald Alexis i romanen Urban Grandier oder die Besessenen von Loudun (1843). Ett sekel senare gjordes en mängd verk på temat inom en tjugoårsperiod. Först ut var svensken Eyvind Johnson med en fördjupad gestaltning i sin roman Drömmar om rosor och eld (1949). Denna följdes av Aldous Huxleys The Devils of Loudun (1952), med en mer dokumentär prägel genom sin närhet till de ursprungliga rättegångsprotokollen. Den brittiske dramatikern John Whiting skrev pjäsen The Devils (1960) med Huxleys bok som förlaga, medan den polske filmregissören Jerzy Kawalerowicz vid samma tid spelade in en tolkning av händelseförloppet som fokuserade på klostermodern Jeanne des Anges i Matka Joanna od Aniołów (på svenska fritt översatt till Nunnan och Djävulen, 1961). Hans landsman tonsättaren Krzysztof Penderecki utgick mer från Whitings pjäs när han skrev librettot och musiken till sin opera Djävlarna i Loudun, vilken uruppfördes 1969. Den brittiske filmskaparen Ken Russell gjorde inte långt efter en "hädisk" filmversion av dramat genom Djävlarna (1971).